# انریکو دگانو
انریکو دگانو (ایتالیایی: Enrico Degano؛ زادهٔ ۱۱ مارس ۱۹۷۶) دوچرخه‌سوار اهل ایتالیا است.